# Tempête, mon chien
Pour les articles homonymes, voir Tempête (homonymie).
Pour plus de détails, voir Fiche technique et Distribution.
Tempête, mon chien (Storm) est un film danois réalisé par Giacomo Campeotto (da), sorti en 2009.

## Fiche technique
- Titre original : Storm
- Titre français : Tempête, mon chien
- Réalisation : Giacomo Campeotto (da)
- Pays d'origine :  Danemark

## Distribution
- Marcus Rønnov : Freddie
- Sebastian Nielsen : Lukas
- Kirsten Lehfeldt : Mme Andersen
- Mille Dinesen : Sofie